# 伦敦及东北铁路ES1型电力机车
ES1型電力機車（英語：Class ES1）是英国汤姆森-休斯顿公司為英國東北鐵路公司製造的一種調車電力機車，采用尖塔式機車設計。僅製造兩臺。 1902年12月15日簽訂製造合同，製造于1903年至1904年間。1923年該型機車被倫敦及東北鐵路公司接收，1948年再次被英國鐵路接收。1964年退役。

## 歷史
英國東北鐵路公司是英国较早使用电气化铁路的铁路公司。早在1902年，英國東北鐵路公司便有將泰恩賽德地區的市郊鐵路進行電氣化改造的規劃。時任英國東北鐵路公司首席機械工程師威尔逊·沃斯戴尔亦主張將位於泰恩河畔新堡一段長1.2千米的展綫改建為電氣化鐵路。這段鐵路存在3處隧道、多處展綫，最大坡度為3.7%，十分不利於蒸汽機車。蒸汽機車在途徑該路段的隧道時所排出的烟霧在隧道中難以消散，使得隧道中的空氣質量極差，因而將這段鐵路改建為電氣化鐵路是最佳選擇。
新型电力机车的要求包括能夠在所運行的支綫上坡度最陡的路段牽引150噸的列車，以及在較爲平順的路段以23千米/小時的速度牽引305噸重的列車。全程4.5分鐘。
1900年，通用电气公司和汤姆森-休斯顿電氣公司兩家美國公司为使用直流650伏第三軌供電的意大利米兰—瓦雷兹铁路研製了尖塔式車體的電力機車。米兰—瓦雷兹铁路于1901年開通，這種電力機車的設計也被證明是成功的。ES1型電力機車亦參考了這種由美國企業設計的機車。但ES1型電力機車同時兼容第三軌供電和架空接觸網供電，因爲ES1型運行的紐卡斯托碼頭支綫（Newcastle Quay branch）同時採用這兩種電氣化形式。
英國東北鐵路公司與英国汤姆森-休斯顿公司于1902年12月15日簽定研製ES1型電力機車的合同，次年年底第一臺機車交付英國東北鐵路公司。英国汤姆森-休斯顿公司將機械部分外包給了布拉希牵引公司。
1905年6月5日，鐵路電氣化工程竣工，ES1型于同日投入運營。1906年，ES1型機車加裝電暖氣設備。數年後，原裝的碗形受电弓被安裝在車頂的新受电弓取代。從老照片中可以看出，該型機車在運行初期，緩衝梁上曾有“CLASS ELECTRIC 1”字樣，但在官方記錄中卻查不到相關記載。 1964年2月29日，ES1型機車所運行的鐵路綫路改爲非電氣化鐵路，ES1型機車隨之退役。該鐵路綫路后改用内燃機車并於5年後廢綫。

### 編號變化
英國東北鐵路公司最初將兩台ES1型電力機車編號為1、2號。倫敦及東北鐵路公司接手之初編號仍分別為1和2。1號機車曾於1944年9月30日改爲4075號，不久後又于1944年10月24日改回1號。1946年6月14日，兩台機車分別改編號為6480號、6481號。1948年4月1日英國鐵路接手后，又分別改編號為26500號、26501號。

## 圖片集

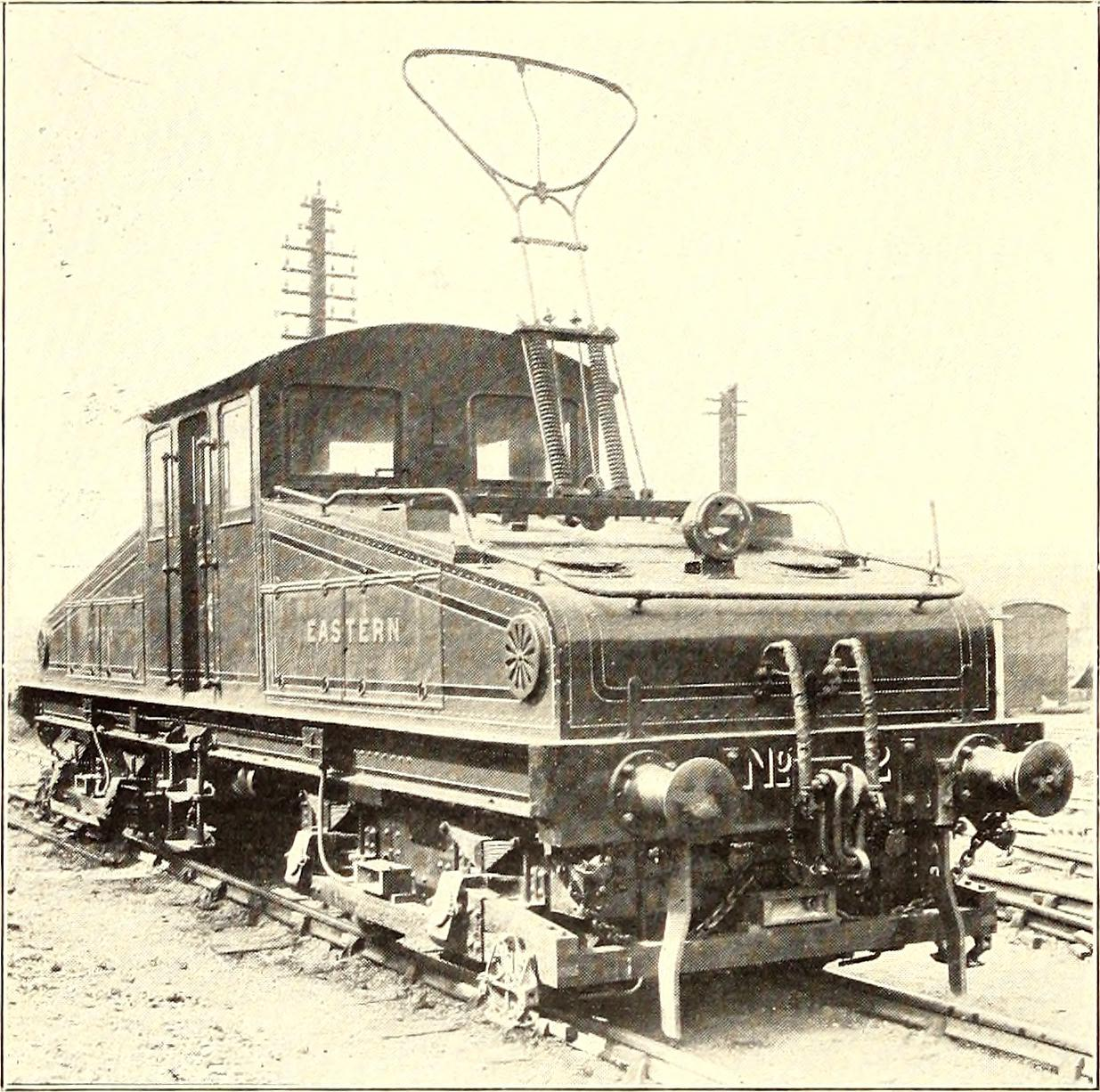
运营初期的照片，这时使用的是位於車鼻處的碗形受电弓。
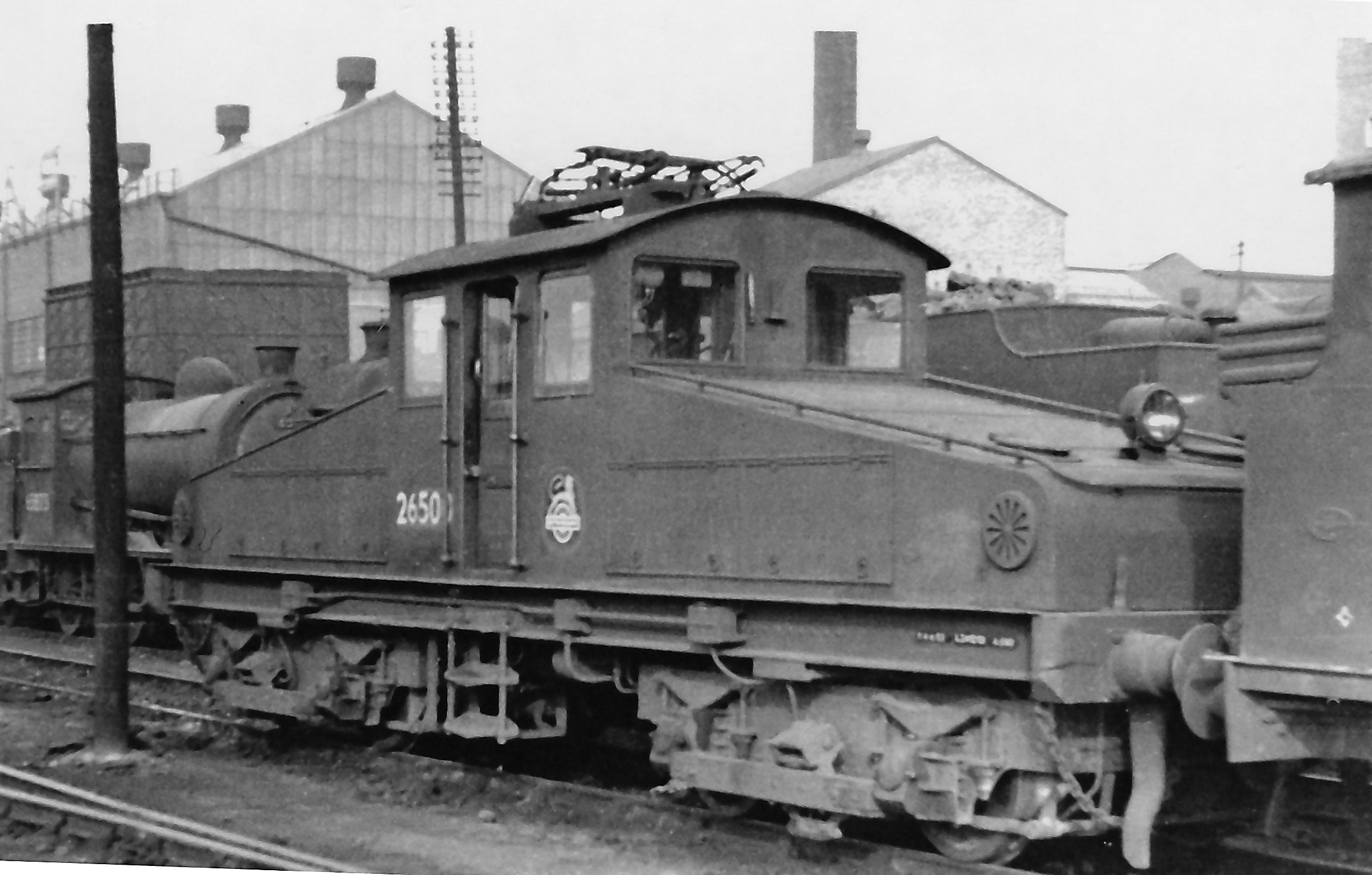
1954年6月13日時的ES1型。

## 保存狀況
26500號機車於1968年在萊斯特鐵路博物館（Leicester Railway Museum）靜態展示，萊斯特鐵路博物館關閉後于1977年移至大英鐵路博物館，現于希爾登鐵路博物館靜態展示。26501號機車於1966年拆解。

## 备注
1. ↑  ES：Electric Shunting的缩写，意为调车电力机车。